# Unvergessen, unvergänglich, lebenslänglich
Unvergessen, unvergänglich, lebenslänglich ist ein Lied der Südtiroler Deutschrock-Band Frei.Wild. Der Song ist die zweite Singleauskopplung ihres zehnten Studioalbums Opposition und wurde am 23. Januar 2015 veröffentlicht.

## Inhalt
Das Lied handelt von den Erinnerungen eines jeden Menschen an sein bisheriges Leben. Diese Erfahrungen seien „unvergessen, unvergänglich und lebenslänglich“ sowie für jeden Einzelnen einzigartig. In ihnen könne man Rückhalt, Hoffnung und Motivation finden, wobei auch schlechte Erinnerungen helfen, um daran zu wachsen und der Zukunft positiver entgegenzublicken.

„Unvergessen, unvergänglich, lebenslängliche Zeit

Stunden oder Tage, Wochen oder Jahre

Und die Erinnerung bleibt

Unvergessen, unvergänglich, lebenslängliche Zeit

Im Geist liegt die Freiheit“

## Musikvideo
Das zu Unvergessen, unvergänglich, lebenslänglich gedrehte Musikvideo feierte am 16. Januar 2015 auf YouTube Premiere. Es verzeichnet mehr als 25 Millionen Aufrufe (Stand: Juli 2024). Zu Beginn des Videos sitzt Sänger Philipp Burger an einem Schreibtisch und singt den Text, wobei er ein weißes Blatt Papier und einen Stift in der Hand hält. Kurz darauf steht er auf und sieht sich Kindheitsbilder der vier Bandmitglieder an, die an der Wand hängen. Anschließend geht er in einen anderen Raum, wo sie zu viert das Lied spielen, bevor er wieder allein zu sehen ist und sich nun Videos aus der Kindheit ansieht. Daraufhin sitzt die Gruppe zusammen auf einem Sofa, schaut sich Bilder, Videos sowie einen Zeitungsartikel über Frei.Wild an und schwelgt in Erinnerungen. Am Ende spielen sie den Song wieder gemeinsam in einem Raum.

## Single

### Covergestaltung
Das Singlecover ist in Schwarz-weiß gehalten und zeigt eine Sanduhr, deren Sand von unten nach oben rieselt. Im linken Teil des Covers befinden sich der typische Frei.Wild-Schriftzug in Schwarz sowie jeweils von unten nach oben geschrieben die Titelwörter Unvergessen, Unvergänglich und Lebenslänglich in Schwarz bzw. Rot. Der Hintergrund ist hellgrau.

### Titelliste
1. Unvergessen, unvergänglich, lebenslänglich – 3:39
2. Für alle etwas, doch etwas mehr für mich – 3:30
3. Die Band, die Wahrheit bringt – 4:09

### Chartplatzierungen
Unvergessen, unvergänglich, lebenslänglich stieg am 6. Februar 2015 auf Platz sechs in die deutschen Singlecharts ein und war der erfolgreichste deutschsprachige Titel in dieser Chartwoche. Eine Woche nach dem Charteinstieg schied das Lied wieder aus den Singlecharts aus. Mit Rang sechs erreichten Frei.Wild ihre bis dato beste Platzierung in Deutschland, womit die Single Wir brechen eure Seelen abgelöst wurde, die seinerzeit Position acht erreichte. In Österreich erreichte die Single ebenfalls eine Woche die Charts und belegte dabei Rang 37.
| ChartsChartplatzierungen | Höchstplatzierung | Wochen |
| ------------------------ | ----------------- | ------ |
| Deutschland (GfK)        | 6 (1 Wo.)         | 1      |
| Österreich (Ö3)          | 37 (1 Wo.)        | 1      |